# Elecciones generales de Gibraltar de 1980
Las elecciones generales se celebraron el 6 de febrero de 1980 en Gibraltar. El resultado fue una victoria para la Asociación para el Avance de Derechos Civiles, la cual obtuvo ocho de los quince escaños en la Asamblea.

## Sistema electoral
El sistema electoral de la Asamblea permitía que cada votante votara hasta por un máximo de ocho candidatos.

## Resultados
| Partido                                       | Votos | % | Escaños | +/–   |
| --------------------------------------------- | ----- | - | ------- | ----- |
| Asociación para el Avance de Derechos Civiles |       |   | 8       | 0     |
| Partido Demócrata por un Gibraltar Británico  |       |   | 6       | +2    |
| Partido Socialista Laborista de Gibraltar     |       |   | 1       | Nuevo |
| Partido para la Autonomía de Gibraltar        |       |   | 0       | 0     |
| Total                                         |       |   | 15      | 0     |
| Fuente: McHale                                |       |   |         |       |

### Candidatos
| Candidato                                                                   | Candidato                    | Partido                                       | Votos |
| --------------------------------------------------------------------------- | ---------------------------- | --------------------------------------------- | ----- |
| 1.º                                                                         | Joshua Hassan                | Asociación para el Avance de Derechos Civiles | 4970  |
| 2.º                                                                         | Joe Bossano                  | Partido Socialista Laborista de Gibraltar     | 4906  |
| 3.º                                                                         | Adolfo Canepa                | Asociación para el Avance de Derechos Civiles | 4563  |
| 4.º                                                                         | Peter Joseph Isola           | Partido Demócrata por un Gibraltar Británico  | 4201  |
| 5.º                                                                         | Robert John Peliza           | Partido Demócrata por un Gibraltar Británico  | 3857  |
| 6.º                                                                         | Gerald T. Restano            | Partido Demócrata por un Gibraltar Británico  | 3601  |
| 7.º                                                                         | Isaac Abecasis               | Asociación para el Avance de Derechos Civiles | 3478  |
| 8.º                                                                         | Reginald G. Valarino         | Asociación para el Avance de Derechos Civiles | 3352  |
| 9.º                                                                         | Maurice Kenneth Featherstone | Asociación para el Avance de Derechos Civiles | 3138  |
| 10.º                                                                        | Francis Jesus Dellipiani     | Asociación para el Avance de Derechos Civiles | 3131  |
| 11.º                                                                        | Horace John Zammitt          | Asociación para el Avance de Derechos Civiles | 3105  |
| 12.º                                                                        | Brian Pérez                  | Asociación para el Avance de Derechos Civiles | 3089  |
| 13.º                                                                        | William Thomas Scott         | Partido Demócrata por un Gibraltar Británico  | 2831  |
| 14.º                                                                        | Anthony T. Loddo             | Partido Demócrata por un Gibraltar Británico  | 2814  |
| 15.º                                                                        | Andrew J. Haynes             | Partido Demócrata por un Gibraltar Británico  | 2810  |
| 16.º                                                                        | Anthony A. Carreras          | Independiente                                 | 2518  |
| 17.º                                                                        | Michael Alfred Feetham       | Partido Socialista Laborista de Gibraltar     | 2447  |
| 18.º                                                                        | Francis X. Martínez          |                                               | 2338  |
| 19.º                                                                        | Joseph Gingell               |                                               | 2078  |
| 20.º                                                                        | Charles Robba                |                                               | 2011  |
| 21.º                                                                        | Cecil Alfred Isola           | Partido Demócrata por un Gibraltar Británico  | 2006  |
| 22.º                                                                        | Joseph Michael Victory       | Partido Socialista Laborista de Gibraltar     | 2003  |
| 23.º                                                                        | Louis Sampere                |                                               | 1964  |
| 24.º                                                                        | Eric Charles Ellul           |                                               | 1147  |
| 25.º                                                                        | Joseph Emmanuel Triay        | Partido para la Autonomía de Gibraltar        | 1103  |
| 26.º                                                                        | Peter Michael Triay          | Partido para la Autonomía de Gibraltar        | 724   |
| 27.º                                                                        | Tito Benady                  | Partido para la Autonomía de Gibraltar        | 554   |
| Fuente: Parlamento de Gibraltar Nota: Los 15 candidatos electos en negrita. |                              |                                               |       |